# Lijst van presentatoren van Nickelodeon Nederland
Dit is een lijst van voormalige presentatoren van Nickelodeon Nederland met een artikel op Wikipedia.

## A
|  | Naam                   | Periode   | Programma (onder andere)                                             | Opmerkingen |
|  | ---------------------- | --------- | -------------------------------------------------------------------- | ----------- |
|  | Vivienne van den Assem | 2004–2007 | At Nick, Nickelodeon Kids' Choice Awards, At Nick Goes WK, Supernick |             |

## B
|  | Naam            | Periode   | Programma (onder andere) | Opmerkingen            |
|  | --------------- | --------- | ------------------------ | ---------------------- |
|  | Loek Beernink   | 2009–2012 | Supernick                |                        |
|  | Bart Boonstra   | 2013–2018 |                          |                        |
|  | Martijn Bosman  |           | Supernick                |                        |
|  | Tamara Brinkman |           |                          | Zenderstem Nickelodeon |

## D
|  | Naam            | Periode   | Programma (onder andere) | Opmerkingen |
|  | --------------- | --------- | ------------------------ | ----------- |
|  | Nienke van Dijk | 2017-2022 |                          |             |

## H
|  | Naam           | Periode   | Programma (onder andere) | Opmerkingen |
|  | -------------- | --------- | ------------------------ | ----------- |
|  | Iris Hesseling | 2007–2018 | Supernick                |             |

## M
|  | Naam            | Periode   | Programma (onder andere)                   | Opmerkingen |
|  | --------------- | --------- | ------------------------------------------ | ----------- |
|  | Anouk Maas      | 2013–2016 |                                            |             |
|  | Patrick Martens | 2007–2013 | Nickelodeon Kids' Choice Awards, Supernick |             |

## P
|  | Naam          | Periode   | Programma (onder andere) | Opmerkingen |
|  | ------------- | --------- | ------------------------ | ----------- |
|  | Stef Poelmans | 2017–2018 |                          |             |

## S
|  | Naam             | Periode   | Programma (onder andere)                                  | Opmerkingen |
|  | ---------------- | --------- | --------------------------------------------------------- | ----------- |
|  | Terence Schreurs |           | Supernick                                                 |             |
|  | Chris Silos      | 2004–2007 | At Nick, Nickelodeon Kids' Choice Awards, At Nick Goes WK |             |

## V
|  | Naam                  | Periode   | Programma (onder andere) | Opmerkingen |
|  | --------------------- | --------- | ------------------------ | ----------- |
|  | Grietje Vanderheijden |           |                          |             |
|  | Wout Verstappen       | 2018-2020 |                          |             |